# 新瓦屋花鼓隊
新瓦屋花鼓隊是臺灣新竹縣六家新瓦屋的傳統客家陣頭。

## 沿革
臺灣日治時期，民間戲曲遭到限制。在1945年臺灣光復後，各地舉辦慶典大肆慶祝，新瓦屋林家也在1947年組成「花鼓隊」迎神繞境。:54–58創團初期，演出成員以新瓦屋林姓族人為主，演出人數十幾人，全為男性。:62
1980年代，花鼓隊編制增多，開始有女性加入，還聘請老師來指導。花鼓隊時常參加臺灣省民俗技藝活動、運動會的演出，並且持續參加廟會的迎神活動。不過1980年代末期因年輕人流失、無人傳承而逐漸凋零。:62–63
1993年，公視《客家風情畫》〈竹北林家與采田福地〉播出，節目中介紹了新瓦屋花鼓隊。2000年新竹縣舉辦第1屆「新竹縣國際花鼓藝術節」，新瓦屋花鼓隊為主要表團隊之一，往後每2年舉辦一次，2008年改每年舉辦一次。:63
2001年9月22日成立「新竹縣新瓦屋花鼓協會」，2002年12月7日登記為社團法人。:64

## 展演方式
新瓦屋花鼓隊的主要展演型態為遊行踩街，隊伍人數從初期的十幾人，近幾年擴增到三、四十幾人。:69
最基本的編制為1個指揮、1個花籃、2個花傘、「九人鑼鼓隊」中的2個扛鼓、1個鼓手（老公）、1個大老婆、1個小老婆（打鈸）以及4個銅鑼。隨著人數增加，隊伍編制也不斷擴增、拉長。:121